# 隆吉永站
隆吉永站，是法国的一个铁路车站，位于法国城市隆吉永。
隆吉永站是一个区域性的铁路枢纽，莫翁－蒂永维尔铁路、隆吉永－翁维尔/帕尼铁路和隆吉永－蒙圣马丹铁路在此交汇。但自二十世纪中后期以来，因隆吉永所在的洛林地区出现严重的资源衰竭和经济下滑，致使这一地区的人口数量大幅下降，加之隆吉永本身仅为一个小镇，因此隆吉永站的人流量并不多，与其"枢纽"地位严重不符。

## 位置
隆吉永站位于隆吉永市区的东部，克吕讷河右岸。车站大致呈南北走向，开口朝西。

## 设施
隆吉永站设有人工售票窗口，此外，隆吉永站还设有自动售票机等设施。

## 站台设置

隆吉永站轨道平面图

## 停靠线路
以下列车线路在隆吉永站停靠：
| 隆吉永站列车线路表              |      |               |                   |              |
| 线路                            | 车种 | 上一站        | 下一站            | 大致运行频率 |
| 沙勒维尔-梅济耶尔/色当—蒂永维尔 | TER  | 蒙梅迪        | 欧丹勒罗曼/阿扬日 | 每天2~3趟    |
| 南锡城站—龙韦                   | TER  | 巴龙库尔      | 隆韦              | 每天5趟左右  |
| 隆韦/隆吉永—蒂永维尔            | TER  | 隆韦/（起点） | 欧丹勒罗曼        | 每天1~2趟    |
| 1.                              |      |               |                   |              |

## 配套交通

### 长途客车
| 停靠隆吉永的大巴车 |                             | |
| 上下车地点         | 运营单位                    | 主要目的地                                                                                                  |
| 隆吉永市区内各地   | 默尔特-摩泽尔省城际客运 TED | 隆吉永附近部分市镇                                                                                          |
| 隆吉永站门口       | 默尔特-摩泽尔省城际客运 TED | - S030线（校车线路）：皮耶讷、朗德尔、米尔维尔、布里埃                                                      |
| 隆吉永站门口       | SNCF Car TER                | - 25线：孔拉格朗德维尔、勒克西、隆韦 - 当某条铁路线施工或罢工时，SNCF可能也会提供途径该线路沿途站点的大巴车 |
| 1. 2. 3. 4.        |                             | |

### 市内交通
隆吉永站附近暂无常规城市公共交通线路。

### 社会车辆
隆吉永站门口设有社会车辆停车场。

## 临近车站
| 隆吉永站（Gare de Longuyon）   |                         |              |
| 上行车站                       | 线路                    | 下行车站     |
| 蒙梅迪站                       | 莫翁－蒂永维尔铁路      | 欧丹勒罗曼站 |
| （起点）                       | 隆吉永－翁维尔/帕尼铁路 | 巴龙库尔站   |
| （起点）                       | 隆吉永－蒙圣马丹铁路    | 龙韦站       |
| - 本表仅显示运营中的线路及车站 |                         |              |